# Galerella
Galerella (Стрункі мангусти) — рід ссавців, представник ряду хижих із родини мангустових. Донедавна Galerella був підродом роду Herpestes, але був виділений у окремий рід у 1999 році. Цих мангуст можна знайти в саванах, на посушливих лісистих територіях і в ряді інших вологих і сухих місцях проживання, але не в густих лісах чи пустелях. Проживає у діапазоні висот від рівня моря до 3,600 метрів.

## Морфологія
Морфометрія. Довжина голови й тіла: 268—425 мм, довжина хвоста: 205—340 мм, вага: 373—1250 гр.
Опис. Загалом представники даного роду менші ніж види роду Herpestes. Самці на 9 % більші ніж самиці. Шерсть може бути короткою або кошлатою; забарвлення має широкий діапазон. Верхня частина тіла темно-коричнева або навіть чорно-сіра або світло-коричнева, сірувата, або сиво-червонувата або жовтувата. Волосся нижньої частини тіла є сірішим у сірих зразків, червонішим або жовтим у світліших зразків. Кінчик хвоста темний або повністю чорний. Самиці мають дві або три пари молочних залозах. Від Herpestes череп Galerella відрізняється тим, що він менший і зазвичай відсутній нижній перший премоляр у дорослих особин.

## Поведінка
Вони денні і наземні, але добре лазають і з готовністю вилазять на дерева. Поживою є головним чином комахи, але в значній кількості дрібні хребетні і деякий рослинний матеріал. Galerella sanguinea можуть подорожувати поодинці або парами. Galerella pulverulenta ночує сім'ями, але харчуються члени сім'ї окремо.

## Життєвий цикл
У південній частині Африки Galerella sanguinea напевно народжує в дощові місяці літа, приблизно з жовтня по березень. Galerella pulverulenta, як повідомляється, народжує приблизно з серпня по грудень в Капській провінції. Молодь народжується в отворах в землі, щілинах у скелях, порожнистих колодах або в іншому відповідному укритті. Розмір приплоду від одного до трьох. Період вагітності, згідно з повідомленнями, 58—62 днів, період лактації 50—65 днів.